# Sébastien Hamel
Sébastien Hamel (Arpajon, 20 november 1975) is een voormalig Frans voetbaldoelman. Gedurende zijn  carrière speelde hij onder andere voor Le Havre AC, RC Lens, FC Lorient en AJ Auxerre. Met Lorient won hij in 2002 de Coupe de France, met Auxerre won hij ook tweemaal deze beker; in 2003 en 2005.

## Carrière
- 1993-1994: AS Monaco
- 1994-2000: Le Havre AC
- 2000-2001: RC Lens
- 2001-2002: FC Lorient
- 2002-2006: AJ Auxerre
- 2006-2008: Olympique Marseille
- 2008-2009: FC Toulouse